# Liu Cuiqing
Liu Cuiqing (刘翠青S; Nanning, 28 ottobre 1991) è un'atleta paralimpica cinese.

## Biografia
Nata con una cecità congenita, ha iniziato a praticare l'atletica leggera paralimpica nel 2010 nel Guangxi.
Nel 2014 ha vestito la medaglia della nazionale cinese ai Giochi para-asiatici di Incheon, dove ha conquistato cinque medaglie d'oro nelle cinque discipline a cui ha preso parte: 100 T11, 200 T11 e 400 metri piani T11-T12, salto in lungo T11-T12 e staffetta 4×100 metri T11-T13. L'anno successivo ha aggiunto al suo palmarès le quattro medaglie d'oro dei campionati mondiali paralimpici di Doha nei 100, 200 e 400 metri piani T11 e nella staffetta 4×100 metri T11-T13.
Nel 2016 ha preso parte ai Giochi olimpici di Rio de Janeiro, dove ha conquistato l'oro nei 400 metri piani T11 e nella staffetta 4×100 metri T11-T13, l'argento nei 200 metri piani T11 e il bronzo nei 100 metri piani T11.
Il 2017 è l'anno della sua seconda esperienza al campionato iridato: a Londra 2017, dopo la squalificazione nei 100 metri piani T11, ha portato a casa la medaglia d'argento nei 200 metri piani T11 e quella d'oro nei 400 metri piani T11. Dopo un anno ai Giochi para-asiatici di Giacarta sale tre volte sul gradino più alto del podio nei 100, 200 e 400 metri piani T11.
Nel 2019 arriva la sua terza partecipazione al mondiale di Dubai; qui riesce a conquistare un'altra medaglia d'oro nei 200 metri piani T11, mentre nei 100 e 400 metri piani T11 si ferma sul secondo gradino del podio.
Il suo atleta guida è Xu Donglin.

## Palmarès
| Anno | Manifestazione       | Sede           | Evento                 | Risultato | Prestazione | Note               |
| ---- | -------------------- | -------------- | ---------------------- | --------- | ----------- | ------------------ |
| 2014 | Giochi para-asiatici | Incheon        | 100 m piani T11        | Oro       | 12"45       |                    |
| 2014 | Giochi para-asiatici | Incheon        | 200 m piani T11        | Oro       | 25"64       |                    |
| 2014 | Giochi para-asiatici | Incheon        | 400 m piani T11-T12    | Oro       | 57"75       |                    |
| 2014 | Giochi para-asiatici | Incheon        | Salto in lungo T11-T12 | Oro       | 4,46 m      |                    |
| 2014 | Giochi para-asiatici | Incheon        | 4×100 m T11-T13        | Oro       | 49"76       |                    |
| 2015 | Mondiali paralimpici | Doha           | 100 m piani T11        | Oro       | 12"43       |                    |
| 2015 | Mondiali paralimpici | Doha           | 200 m piani T11        | Oro       | 24"75       |                    |
| 2015 | Mondiali paralimpici | Doha           | 400 m piani T11        | Oro       | 56"68       |                    |
| 2015 | Mondiali paralimpici | Doha           | 4×100 m T11-T13        | Oro       | 48"58       |                    |
| 2016 | Giochi paralimpici   | Rio de Janeiro | 100 m piani T11        | Bronzo    | 12"07       |                    |
| 2016 | Giochi paralimpici   | Rio de Janeiro | 200 m piani T11        | Argento   | 24"85       |                    |
| 2016 | Giochi paralimpici   | Rio de Janeiro | 400 m piani T11        | Oro       | 56"71       |                    |
| 2016 | Giochi paralimpici   | Rio de Janeiro | 4×100 m T11-T13        | Oro       | 47"18       |                    |
| 2017 | Mondiali paralimpici | Londra         | 100 m piani T11        | Batteria  | dq          |                    |
| 2017 | Mondiali paralimpici | Londra         | 200 m piani T11        | Argento   | 25"65       |                    |
| 2017 | Mondiali paralimpici | Londra         | 400 m piani T11        | Oro       | 58"51       |                    |
| 2018 | Giochi para-asiatici | Giacarta       | 100 m piani T11        | Oro       | 12"07       |                    |
| 2018 | Giochi para-asiatici | Giacarta       | 200 m piani T11        | Oro       | 24"67       |                    |
| 2018 | Giochi para-asiatici | Giacarta       | 400 m piani T11        | Oro       | 58"31       |                    |
| 2019 | Mondiali paralimpici | Dubai          | 100 m piani T11        | Argento   | 11"87       |                    |
| 2019 | Mondiali paralimpici | Dubai          | 200 m piani T11        | Oro       | 24"89       |                    |
| 2019 | Mondiali paralimpici | Dubai          | 400 m piani T11        | Argento   | 58"19       |                    |
| 2021 | Giochi paralimpici   | Tokyo          | 100 m piani T11        | Argento   | 12"15       |                    |
| 2021 | Giochi paralimpici   | Tokyo          | 200 m piani T11        | Oro       | 24"94       |                    |
| 2021 | Giochi paralimpici   | Tokyo          | 400 m piani T11        | Oro       | 56"25       | Record paralimpico |
| 2024 | Mondiali paralimpici | Kōbe           | 100 m piani T11        | Argento   | 12"00       |                    |
| 2024 | Mondiali paralimpici | Kōbe           | 200 m piani T11        | Oro       | 24"36       | Record mondiale    |
| 2024 | Mondiali paralimpici | Kōbe           | 400 m piani T11        | Argento   | 58"32       |                    |
| 2024 | Giochi paralimpici   | Parigi         | 100 m piani T11        | Argento   | 12"04       |                    |
| 2024 | Giochi paralimpici   | Parigi         | 200 m piani T11        | Argento   | 24"86       |                    |